# Gruidae

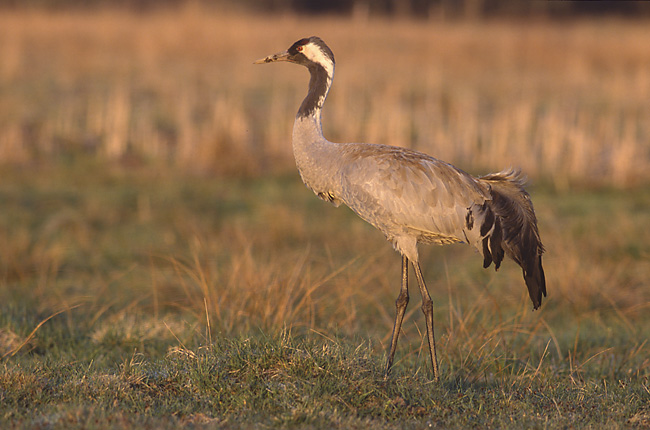
Grus grus

Los gruidos (Gruidae) son una familia de aves gruiformes conocidas vulgarmente como grullas. Son aves de lugares abiertos. Se desplazan dando zancadas con sus largas patas y recogen semillas e insectos con su largo pico. Viven en bandadas y muchas de ellas recorren largas distancias para criar. Se emparejan de por vida y tienen una espectacular exhibición de cortejo. Los machos y las hembras se pavonean, se inclinan y saltan bastante alto. Las grullas tienen una tráquea muy larga y emiten agudos sonidos como de trompeta, que pueden escucharse a dos kilómetros de distancia. 
La grulla común estuvo muy extendida, pero su número ha descendido mucho debido a que necesita vivir en un hábitat tranquilo. Otra grulla, que es abundante y muy común en zoológicos por su vistosidad y sociabilidad es la grulla damisela (Anthropoides virgo).
Las grullas son aves que poseen patas y cuello muy largos, con el pico también largo, y están dotadas de excelentes capacidades voladoras, que les permiten realizar cada año largas migraciones entre las áreas de cría y las zonas de invernada. Las patas están provistas de tres dedos grandes dirigidos hacia delante y uno más corto, hacia atrás. Muchas especies poseen plumas especialmente desarrolladas y con funciones decorativas.
Una peculiaridad de su anatomía es la longitud que tienen las prolongaciones del aparato respiratorio que llevan aire hasta el interior de los huesos, haciendo que resulten muy ligeros. Estos denominados sacos aéreos, en el caso de las grullas, pueden alcanzar hasta 1,7 metros de longitud. 
Las grullas suelen alimentarse de semillas, bayas, raíces, frutos y otras materias vegetales, así como pequeñas presas, sobre todo, invertebrados.
Las grullas viven en la mayoría de los continentes, a excepción de la Antártida y Sudamérica. Algunas especies y poblaciones de grullas migran largas distancias; otras no migran en absoluto. Las grullas son solitarias durante la época de cría, en parejas, pero durante la época no reproductora, la mayoría de las especies son gregarias, formando grandes bandadas cuando su número es suficiente.
Se alimentan de forma oportunista y cambian su dieta según la estación y sus propias necesidades nutricionales.[cita requerida] Comen desde pequeños roedores, huevos de aves, peces, anfibios e insectos hasta granos y frutos del bosque. Las grullas construyen nidos de plataforma en aguas poco profundas y suelen poner una nidada de dos huevos cada vez. Ambos progenitores ayudan a criar a los polluelos, que permanecen con ellos hasta la siguiente temporada de cría. Las actividades humanas han afectado a la mayoría de las especies de grullas que, como mínimo, están clasificadas como amenazadas, si no en peligro crítico. La difícil situación de la grulla trompetera de Norteamérica inspiró algunas de las primeras leyes de EE. UU. para proteger a las especies en peligro de extinción.

## Descripción
.

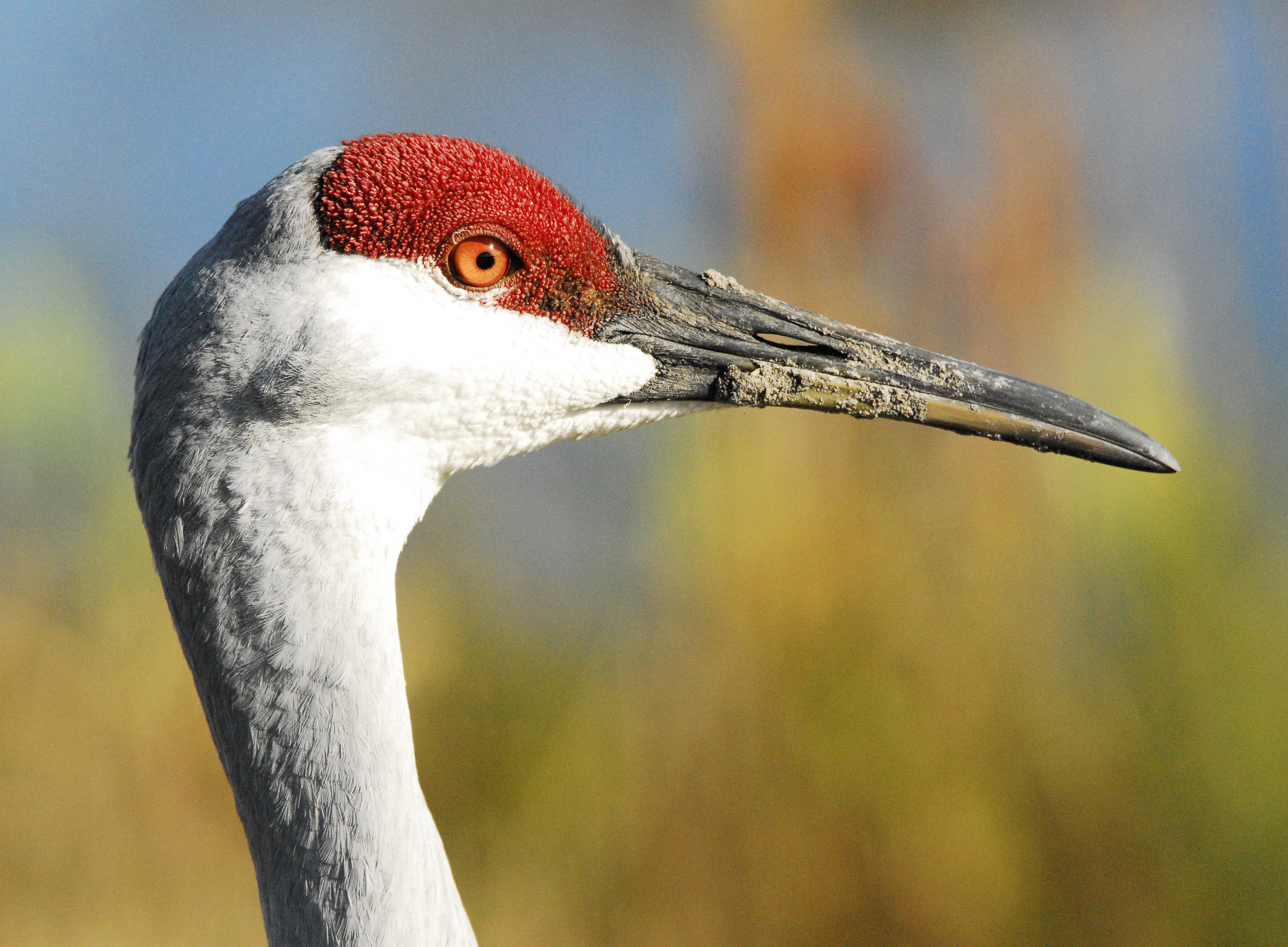
La zona de piel desnuda en la cara de una grulla cenicienta puede cambiar de color o incluso ampliar su superficie cuando el ave está excitada

Las grullas son aves muy grandes, a menudo consideradas las aves voladoras más altas del mundo. Su tamaño varía desde la grulla demoiselle, que mide 90 cm (35,4 plg) de longitud, hasta la grulla sarus, que puede llegar a medir 176 cm (69,3 plg), aunque la más pesada es la  grulla de corona roja, que puede llegar a pesar 12 kg (26,5 lb) antes de migrar. Son aves de patas y cuello largos, cuerpo aerodinámico y alas grandes y redondeadas. Los machos y las hembras no varían en apariencia externa, pero los machos tienden a ser ligeramente más grandes que las hembras. 
El plumaje de las grullas varía según el hábitat. Las especies que habitan en humedales extensos y abiertos tienden a tener más blanco en el plumaje que las especies que habitan en humedales más pequeños o hábitats boscosos, que tienden a ser más grises. Estas especies blancas también suelen ser más grandes. Se cree que el menor tamaño y color de las especies forestales les ayuda a mantener un perfil menos llamativo mientras anidan; dos de estas especies (la grulla común y la grulla sandhills) también embadurnan sus plumas con barro, lo que algunos observadores sospechan que les ayuda a ocultarse mientras anidan.

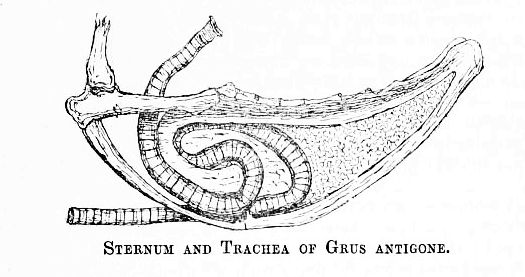
La larga tráquea enrollada que produce las llamadas de trompeta de las grullas (grulla sarus, Antigone antigone)

La mayoría de las especies de grullas y cambian la intensidad del color. Las plumas de la cabeza se pueden mover y erguir en las grullas azul, carunculada y demoiselle también para señalizar.
También es importante para la comunicación la posición y longitud de la tráquea. En las dos grullas coronadas, la tráquea es más corta y sólo está ligeramente impresa en el hueso del esternón, mientras que la tráquea de las otras especies es más larga y penetra en el esternón. En algunas especies, todo el esternón está fusionado con las placas óseas de la tráquea, y esto ayuda a amplificar la llamadas de la grulla, lo que les permite transportarse durante varios kilómetros.

## Especies
La familia Gruidae incluye 15 especies agrupadas en 4 géneros:
- Género Balearica
  - Balearica regulorum
  - Balearica pavonina
- Género Leucogeranus
  - Leucogeranus leucogeranus
- Género Antigone
  - Antigone canadensis
  - Antigone antigone
  - Antigone rubicunda
  - Antigone vipio
- Género Grus
  - Grus carunculata
  - Grus paradisea
  - Grus virgo
  - Grus japonensis
  - Grus americana
  - Grus grus
  - Grus monacha
  - Grus nigricollis

## Comportamiento y ecología

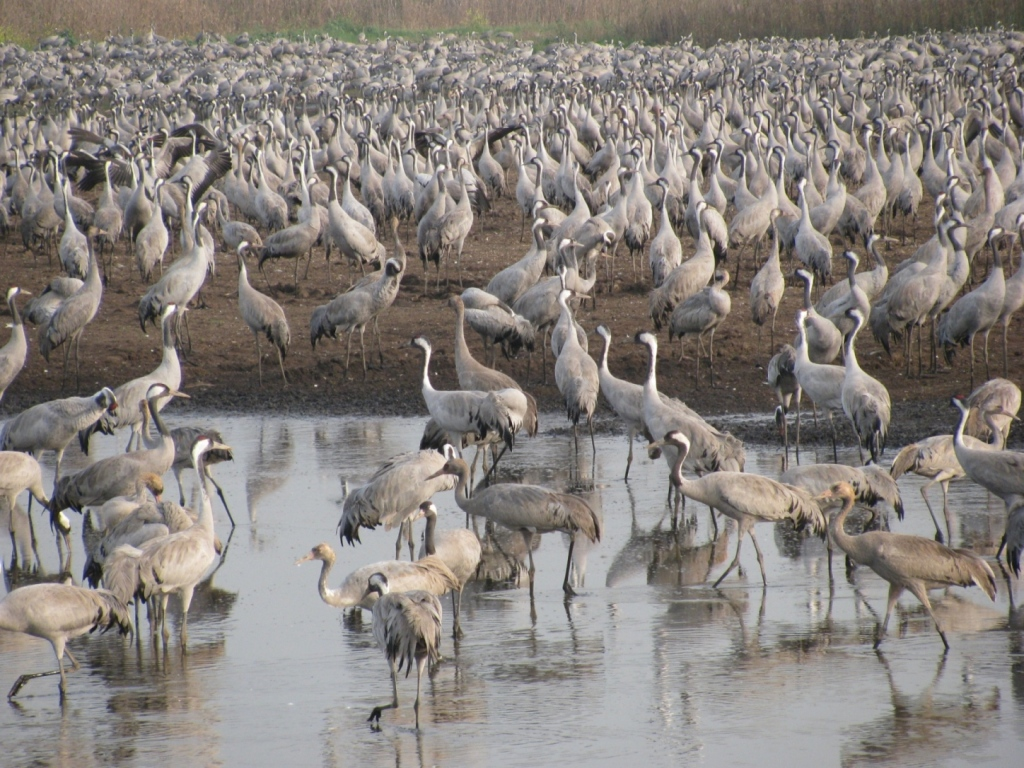
Grullas comunes (Grus grus) en Palestina: Muchas especies de grullas se reúnen en grandes grupos durante la migración y en sus zonas de invernada.

Las grullas son aves diurnas cuya socialidad varía según la estación y el lugar. Durante la época de cría son territoriales y suelen permanecer en su territorio todo el tiempo. En cambio, en la época no reproductora tienden a ser gregarias y forman grandes bandadas para posarse, socializar y, en algunas especies, alimentarse. En el sur de Asia, las parejas reproductoras de grullas sarus mantienen territorios durante todo el año, y las aves no reproductoras viven en bandadas que también pueden verse durante todo el año. Las grandes agrupaciones de grullas probablemente aumentan la seguridad de las grullas individuales cuando descansan y vuelan y también aumentan las posibilidades de que las aves jóvenes no apareadas encuentren pareja.

### Llamadas y comunicación
Las grullas son muy ruidosas y tienen varias llamadas especializadas. El vocabulario comienza poco después de la eclosión con llamadas graves y ronroneantes para mantener el contacto con sus padres, así como llamadas para pedir comida. Cuando son polluelos también emiten sonidos de alarma y de "intención de vuelo", que mantienen hasta la edad adulta. Las grullas llaman la atención sobre todo por sus fuertes llamadas a dúo que pueden utilizarse para distinguir parejas individuales. Los tríos de grullas sarus producen llamadas sincronizadas al unísono llamadas "triets" cuya estructura es idéntica a los dúos de las parejas normales, pero tienen una frecuencia más baja.

### Alimentación

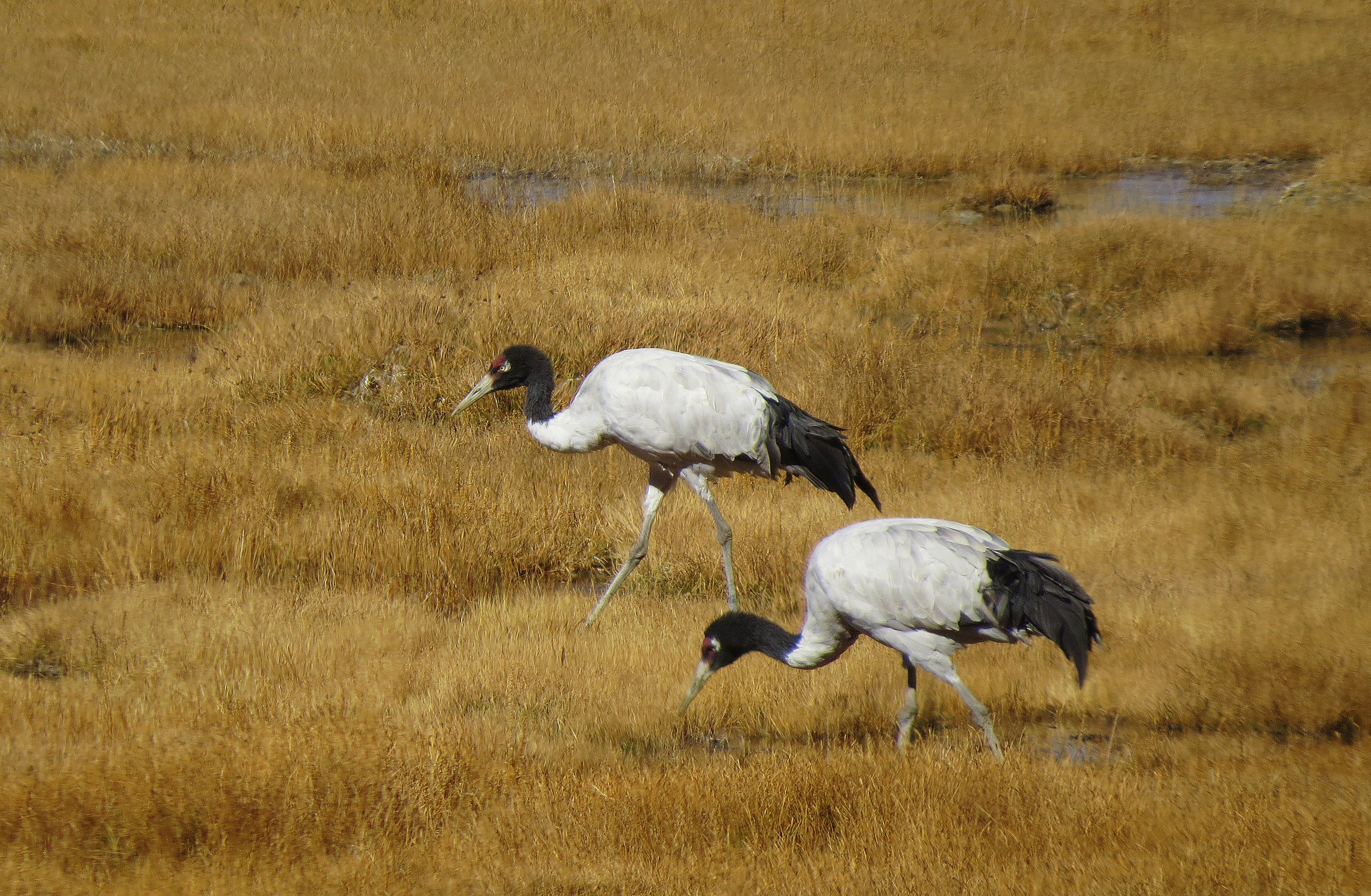
Una pareja de grullas cuellinegras (Grus nigricollis) alimentándose.

Las grullas consumen una gran variedad de alimentos, tanto de origen animal como vegetal. Cuando se alimentan en tierra, consumen semillas, hojas, nueces y bellotas, bayas, frutas, insectos, gusanos, caracoles, pequeños reptiles, mamíferos y aves. En humedales y campos agrícolas, también consumen raíces, rizomas, tubérculos y otras partes de plantas emergentes, otros moluscos, pequeños peces, huevos de aves y anfibios[cita requerida] La composición exacta de la dieta varía según la ubicación, la estación y la disponibilidad. Dentro de la amplia gama de artículos consumidos, se sugieren algunos patrones, pero se requiere una investigación específica para confirmarlos; las especies de pico más corto suelen alimentarse en tierras altas más secas, mientras que las especies de pico más largo se alimentan en humedales.
Las grullas emplean distintas técnicas de búsqueda de alimento para distintos tipos de alimentos y en distintos hábitats. Las grullas excavan en busca de tubérculos y rizomas y permanecen en el lugar durante algún tiempo cavando y luego ampliando un agujero para arrancarlos del suelo. A diferencia de esto y de los métodos de caza estacionarios que emplean muchas garzas, buscan insectos y presas animales moviéndose lentamente hacia delante con la cabeza baja y tanteando con el pico.
Cuando en una localidad hay más de una especie de grulla, cada una de ellas adopta nichos separados para minimizar la competencia. En un importante lago de la provincia china de Jiangxi, las grullas siberianas se alimentan en las marismas y en aguas poco profundas, las grullas cuelliblancas en los bordes de los humedales, las grullas encapuchadas en las praderas de juncos, y las dos últimas especies se alimentan también en los campos agrícolas junto con las grullas comunes. En Australia, donde las grullas sarus conviven con las brolgas, tienen dietas diferentes: La dieta de las grullas sarus consistía en vegetación diversa, mientras que la dieta de las brolgas abarcaba una gama mucho más amplia de niveles tróficos. Algunas especies de grullas, como la grulla común/eurasiática, utilizan una estrategia cleptoparasitaria para recuperarse de reducciones temporales en la tasa de alimentación, en particular cuando la tasa está por debajo del umbral de ingesta necesario para la supervivencia.
```
La ingesta acumulada durante el día muestra una típica forma antisigmoidea, con mayores aumentos de la ingesta después del amanecer y antes del anochecer.
[
13
]
```

## Iconología
Este animal era entre los antiguos uno de los símbolos de la prudencia y de la vigilancia.
Según los naturalistas, al llegar las grullas a alguna parte, establecen un acecho para no dejarse sorprender del sueño; el ave se sostiene tan solo sobre un pie y en el otro tiene una piedra, para que al caerse la despierte. Se le ha dado la vigilancia por atributo. Se dice en Japón y en China que las grullas equivalen a un amuleto de la suerte.
La grulla ha entrado en muchas empresas. Cuando hace de centinela, mientras las demás duermen, con este mote: Nihit me stante timendum, es la divisa de un jefe vigilante. Cuando vuelan, según su costumbre, bajo la dirección de una sola, con este hemistiquio: omna dirigit una, puede aplicarse a un príncipe cuya conducta siguen los pueblos. Una grulla que al prever un viento impetuoso se carga con una piedra, con estas palabras: Firmal gravitote volalum significa que la madurez de juicio asegura la empresa. Se han dado por divisa a una república donde cada uno a su turno puede obtener el primer grado en el gobierno las grullas que conducen cada una a su vez, con estas palabras: Alternis agmina ducunt. Las grullas como también las águilas y los buitres, pasan por agüeros favorables.

### Las mil grullas

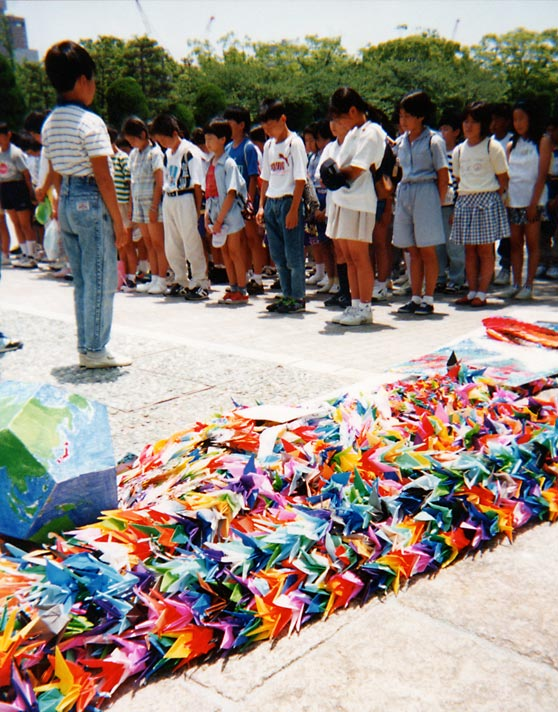
Grullas de papel hechas por niños japoneses en homenaje a Sadako, depositadas ante su monumento en Hiroshima.

En el siglo XX se popularizó el origami con forma de grulla como deseo de restablecimiento de la salud de alguna persona enferma y como homenaje a los que mueren violentamente.